# AMS-LaTeX
{\displaystyle {\boldsymbol {{\mathcal {A}}\!_{\displaystyle {\mathcal {M}}}\!{\mathcal {S}}}}\!\!\;{\textbf {-}}{\boldsymbol {\mathsf {L\!\!^{{}_{\scriptstyle A}}\!\!\!\!\!\;\;T\!_{\displaystyle E}\!X}}}}, es un conjunto de paquetes LaTeX para matemáticas desarrollado por la American Mathematical Society.
Se desarrolló a efectos de que los matemáticos pudiesen producir y representar expresiones matemáticas en LaTeX, de modo aceptable y apropiado, según los requerimientos de publicación en los 'society's journals'. Está concebido para hacer que los escritores se concentren en el contenido de sus documentos, más que en el formato.
AMS-LaTeX ha sustituido en gran parte al paquete AMS-TeX, una macro para Tex plano. AMS-TeX fue escrito originalmente por Michael Spivak, y fue utilizado por la AMS desde 1983 hasta 1985. 
El siguiente código de
{\displaystyle {\mathsf {L\!\!^{{}_{\scriptstyle A}}\!\!\!\!\!\;\;T\!_{\displaystyle E}\!X}}\,{\mathsf {2}}_{\displaystyle \varepsilon }}

(LaTeX2e) produce el logo de AMS-LaTeX
{\displaystyle {\mathcal {A}}\!_{\displaystyle {\mathcal {M}}}\!{\mathcal {S}}\!\!\;{\textrm {-}}\mathrm {L\!\!^{{}_{\scriptstyle A}}\!\!\!\!\!\;\;T\!_{\displaystyle E}\!X} }.
```
 
%%% -- AMS-LaTeX_logo.tex -------

 
\documentclass
{
article
}

 
\usepackage
{
amsmath
}

 
%\usepackage[psamsfonts]{amssymb}

 
 
\begin
{
document
}

 
\AmS
 -
\LaTeX

 
\end
{
document
}

 
%%% +----1----+----2----+----3---

```

Una de las características más importantes de este paquete es un nuevo juego de facilidades para el formato de ecuaciones multilínea. Por ejemplo, el siguiente código:
```
\begin
{
align
}

  y 
&
= (x+1)
^
2 
\\

    
&
= x
^
2+2x+1

\end
{
align
}

```

hace que los signos de igualdad en las dos líneas puedan ser alineados entre sí, como se muestra:
{\displaystyle {\begin{aligned}y&=(x+1)^{2}\\&=x^{2}+2x+1\end{aligned}}}